# Santiago Bernabéu
Santiago Bernabéu er Real Madrids stadion og Spaniens stadion. Det kan rumme 81.044 tilskuere og er blandt de mest berømte fodboldstadions i verden. Det er et af de største stadions i verden og hjemsted for Real Madrid.
Det er opkaldt efter Don Santiago Bernabeu, som var præsident for Real Madrid.
Et 525 millioner euro renoveringsprojekt skulle oprindeligt begynde i sommeren 2017, men begyndte først i 2019. Kapaciteten vil blive øget med cirka 4000 siddepladser.
Santiago Bernabeu er et topmoderne stadion og det har fået tildelt 5 stjerner af UEFA, dette er det maksimale et stadion kan få. Et stadion med 5 stjerner må huse de største finaler som Champions League og VM.
Finalen i UEFA Champions League (tidligere European Cup) er fire gange blevet afviklet på Santiago Bernabéu (1957, 1969, 1980 og 2010). Herudover blev finalen ved Europamesterskabet i fodbold 1964 og finalen ved VM i fodbold 1982 afviklet på stadionet.